# Tabula Imperii Romani
Die Tabula Imperii Romani (TIR) ist ein Forschungsprojekt, das sich zum Ziel gesetzt hat, eine archäologische Karte des Römischen Reichs auf 56 Blättern im Maßstab 1:1.000.000 zu erstellen. Kartengrundlage ist die Ausgabe der Internationalen Weltkarte, der auch die Blattzählung folgt.

## Geschichte und Aufgabe
Das Projekt wurde 1928 von Osbert Crawford, einem Pionier in der Nutzung und Auswertung von Luftbildern für die Archäologie, vorgeschlagen. Es hatte zunächst einen international besetzten Ständigen Rat, dem Crawford als Mitarbeiter des Ordnance Survey für Großbritannien, Gerhard Bersu für Deutschland, Henri Seyrig für Frankreich und Giuseppe Lugli für Italien angehörten. Lugli hatte bereits 1923 in Italien ein großes archäologisches Kartenwerk angestoßen, das schließlich unter dem Namen Forma Italiae seit 1926 in einzelnen Bänden erschien und den italienischen Beitrag der Forma Orbis Romani darstellt.
Nach dem Zweiten Weltkrieg wurde das Vorhaben auf Vorschlag Luglis und der Unione Accademica Nazionale unter die Schirmherrschaft der Union Académique Internationale (UAI) gestellt, die zu diesem Zeitpunkt bereits für die Forma Orbis Romani – das die Tabula Imperii Romani ergänzende Projekt in kleinerem Maßstab – verantwortlich war. In der UAI hat es seit 1957 den Status der Projektkategorie A.
Das Kartenwerk stellt antike Städte und Orte, Straßen, Militärlager, Tempel, Theater, Aquädukte, Minen und weiteres dar. Ortsbezeichnungen werden in lateinischer oder griechischer Fassung wiedergegeben. Sind antike Namen für einen Fundort unbekannt, sollen die gängigen modernen Namen des Orts in Klammern angegeben werden. Geländereliefs werden durch Höhenlinien und Schattierungen zum Ausdruck gebracht, Höhenpunkte werden vereinzelt angegeben. Zu folgen ist hierbei den Vorgaben der Internationalen Weltkarte. Ziel der Kartenerstellung ist es, das Verständnis der Geschichte, Archäologie und wirtschaftlichen Verflechtungen der antiken Welt zu vertiefen. Die Karten werden ergänzt durch umfassende Indices, die historische und bibliographische Angaben zu jedem auf einer Karte dargestellten Ort umfassen. Ausgeführt werden die Kartenarbeiten auf den Blättern der Internationalen Weltkarte des jeweiligen Gebietes. Im Kartenmaterial selbst werden daher keine antiken oder modernen Grenzziehungen als Rahmen des Kartenausschnitts zugrunde gelegt, auch werden keine antiken geographischen Gegebenheiten berücksichtigt. Ziel ist es nicht, einen historischen Atlas zu erstellen, sondern eine archäologische Karte. Da die Blätter immer wieder länderübergreifend geschnitten sind, ist oft ein hohes Maß an übernationaler oder internationaler wissenschaftlicher Zusammenarbeit gefordert.

## Das Kartenwerk
Im Jahr 1931 wurden in Paris die ersten Bände in vorläufiger Form präsentiert: N-30 (Edinburgh), K-33 (Rom), K-29 (Porto) und K-30 (Madrid). Es folgten die weiteren vorläufigen Bände K-32 (Florenz), J-32 (Tunis) und J-33 (Palermo). Erst 1934 wurden mit O-30 (Aberdeen), H-35 (Alexandria), H-36 (Kairo), G-36 (Assuan) und F-36 (Wadi Halfa) erste Bände veröffentlicht, die zu ihrer Zeit als vollständig angesehen wurden. Doch bestanden weiterhin Probleme, das Material in eine endgültige und verbindliche Form zu bringen, was durch den großen Maßstab und Schwächen in der internationalen Zusammenarbeit begründet war.
Von 1938 bis 1940 wurden mit L-31 (Lyon), N-30 (Edinburgh; eine Überarbeitung des Jahres 1939) und M-32 (Mogontiacum) drei weitere Bände vorgelegt, von denen der Mainz gewidmete und durch die Römisch-Germanische Kommission herausgegebene Band zum ersten Mal eine vollständigere Darstellung der verzeichneten Orte präsentierte, formal folgten aber auch die übrigen Bände nun den Vorgaben. Während des Zweiten Weltkriegs ruhten international die Arbeiten an dem Projekt. Gefördert und finanziert von der Society of Antiquaries of London wurden 1954 die Bände H/I-33 Leptis Magna und H/I-34 Kyrene, 1958 eine Überarbeitung des Bandes G-36 (Assuan) vorgelegt. 1955 folgte Band M-33 (Prag), 1961 der erste unter Giuseppe Lugli als Direktor des Projekts erarbeitete Band L-33 (Triest). Dieser Band war für die weitere formale Gestaltung der Reihe maßgebend.
1965 änderte sich mit dem einen Teil Rumäniens betreffenden Band L-35 (Drobeta – Rotula – Sucidava) zwischenzeitlich das äußere Schema, da das Blatt komplett die Dacia Inferior umfasste, von daher Teile der Blätter K/L-34/35 abdeckte und ein historisches Gebiet anstelle der Internationalen Blatteinteilung berücksichtigte. Doch schloss ein Jahr später Band L-32 (Mediolanum – Aventicum – Brigantium) formal wieder am Triester Band und damit an der vorgesehenen Blatteinteilung an. Die 1968 und 1969 erschienenen, von Ion I. Russu betreuten Bände L-34 (Aquincum – Sarmizegetusa – Sirmium) Ungarns und insbesondere der zweite Teil zu L-35 (Romula – Durostorum – Tomis) Rumäniens folgten weiterhin den Projektvorgaben und den italienischen Vorbildern.
Mit dem vorläufigen Band M-31 (Lutetia – Atuatuca – Ulpia Noviomagus) (Paris) wurden 1975 erstmals Detailkarten dem Werk hinzugefügt, was 1976 durch die Slowenische Akademie der Wissenschaften und Künste für K-34 (Naissus – Dyrrhachium – Scupi – Serica – Thessalonike) aufgegriffen wurde. Allerdings wurde der französische Band zu Blatt M-31 nicht auf Grundlage der Internationalen Weltkarte erstellt. Bis zum Beginn der 1980er Jahre waren damit noch nicht die Hälfte der vorgesehenen Bände fertiggestellt, und von den veröffentlichten hatten viele noch einen vorläufigen Charakter. Zudem traten immer wieder Abweichungen von den selbstgesetzten Vorgaben des Projekts auf. 1981 starb John Bryan Ward-Perkins, der 1967 die Leitung des Projekts von Lugli übernommen hatte. Seine Nachfolge trat der rumänische Historiker Emil Condurachi an. 1983 erschien der umfassende Band M-30 (Londinium) der British Academy in Großbritannien, der auch den auf dem Territorium Großbritanniens liegenden Teil zum „Paris“ benannten Blatt M-31 (Condate – Glenum – Londinium – Lutetia) enthielt.
1987 erschien unter dem Titel „Britannia Septentrionalis“ ein von der British Academy herausgegebener Sammelband, der die Blätter N-30 (Edinburgh) und O-30 (Aberdeen) sowie Teile der Blätter N-29, N-31 und O-29 umfasste. Damit hatten Autoren und Herausgeber nicht nur die Vorgaben und Kriterien zur Einheitlichkeit des Kartenwerks, sondern auch die Einteilung der Internationalen Weltkarte erneut ignoriert. Begründet hatten die Autoren ihr Vorgehen im Vorwort des Bandes mit dem Wunsch, den durch Großbritannien abzudeckenden Teil möglichst schnell abzuschließen. 1988 wurde Gianfilippo Carettoni Leiter des Projekts; seit seinem Tod 1991 leitet Paolo Sommella das Projekt als Präsident der Kommission. Seine ersten Amtshandlungen waren die Erstellung einer neuen Liste der Mitglieder der verschiedenen beteiligten Akademien und die Definition der großen Linien der Zusammenarbeit, um die Internationalität des Unternehmens wiederzubeleben.
Noch im gleichen Jahr erschien mit K-29 (Conimbriga – Bracara – Lucus – Asturica) nach Jahren des Stillstands ein neuer Band, der zugleich eine Neuerung brachte, da zum ersten Mal ein System zur elektronischen Datenverwaltung eingesetzt wurde. Auch für die folgenden Bände der iberischen Halbinsel – K-30 (Caesaraugusta – Clunia) für Madrid 1993, J-29 (Emerita – Scallabis – Pax Iulia – Gades) für Lissabon 1995 und K/J-31 (Östliche Pyrenäen – Balearen, Tarraco – Balearen) 1997 – wurden die Daten elektronisch erfasst und verarbeitet. Bereits 1994 war ein Band ohne Blattnummer zu Iudaea et Palaestina der Israelischen Akademie der Wissenschaften erschienen. Dieser Band umfasste inhaltlich auch die byzantinischen Kirchen in Palästina sowie die Synagogen Israels in römischer und byzantinischer Zeit. 1995 legte Griechenland mit Philippi einen Teil des Blattes K-35,1 (Konstantinopel, heute Istanbul) vor. An dem 2002 herausgegebenen Band M-34 (Krakau), der Teile Polens, der Slowakei, der Ukraine und Weißrusslands abdeckt, arbeiteten ganz im ursprünglichen Geist des Projektes fünf Nationen zusammen. Im Jahr 2002 wurde mit Band J-30 (Valencia) das Kartenwerk für die iberische Halbinsel abgeschlossen. 2006 erschien als bislang letzter Band K-32 (Florenz), der Teilen Italiens und Frankreichs gewidmet ist. Eine endgültige Publikation des Blattes K-33 (Rom) zu Italien und Kroatien ist in Vorbereitung.

## Index der bisher erschienenen Blätter
- F-36, Wadi Halfa, 1934
Maṣlaḥat al-Misāḥah, Great Britain Ordnance Survey, Istituto geografico militare, Merkaz le-mipui Yiśraʼel, Comité Español de la Tabula Imperii Romani (Hrsg.): International map of the Roman Empire 1:1,000,000: Wadi Halfa. Survey of Egypt, Gize 1934.
- G-36, Coptos, 1958 (zunächst 1934 als Aswan erschienen)
David Meredith: Tabula Imperii Romani. Map of the Roman Empire, based on the international 1:1,000,000 map of the world. Sheet N.G. 36: Coptos. Society of Antiquaries of London, Oxford 1958.
- H/I-33, Lepcis Magna, 1954 (H-33 Socna und I-33 Lepcis Magna (Tripolis))
Richard George Goodchild: Tabula Imperii Romani. Map of the Roman Empire based on the International 1:1,000,000 Map of the World. Sheet H.I.33: Lepcis Magna. Society of Antiquaries of London, Oxford 1954.
- H/I-34, Cyrene, 1954 (H-34 Aujila und I-34 Cyrene (Derna))
Richard George Goodchild: Tabula Imperii Romani. Map of the Roman Empire based on the International 1:1,000,000 Map of the World. Sheet H.I.34: Cyrene. Society of Antiquaries of London, Oxford 1954.
- H-35, Alexandria, 1934
Maṣlaḥat al-Misāḥah (Hrsg.): International Map of the Roman Empire 1:1,000,000: Alexandria. Survey of Egypt, Gize 1934.
- H-36, Cairo, 1934
Maṣlaḥat al-Misāḥah (Hrsg.): International Map of the Roman Empire 1:1,000,000: Cairo. Survey of Egypt, Gize 1934.
- [H/I-36], Iudaea, Palaestina, 1994 (nur Teile der Blätter H-36 Cairo und I-36 Beirut)
Yoram Tsafrir, Leah Di Segni, Judith Green: Tabula Imperii Romani: Iudaea, Palaestina. Eretz Israel in the Hellenistic, Roman and Byzantine Periods. Maps and Gazetteer. Israel Academy of Sciences and Humanities, Jerusalem 1994, ISBN 9-65-208107-8.
- I-33: siehe H/I-33
- I-34: siehe H/I-34
- [I-36]: siehe [H/I-36]
- J-29, Emerita, Scallabis, Pax Iulia, Gades, 1995
Jorge de Alarcão, José María Álvarez Martínez, Adela Cepas Palanca, Ramón Corso Sanchez: Tabula Imperii Romani. Hoja J-29, Lisboa: Emerita, Scallabis, Pax Iulia, Gades: Sobre la base cartográfica del mapa a escala 1:1.000.000 del Instituto Geográfico Nacional. Centro Nacional de Información Geográfica, Madrid 1995, ISBN 8-47-819065-1.
- J-30, Valencia, 2001
Jose María Álvarez Martínez u. a. (Hrsg.): Tabula Imperii Romani. Hoja J-30: Valencia. Cordvba, Hispalis, Carthago Nova, Astigi. Sobre la base cartográfica del mapa a escala 1:1.000.000 del Instituto Geográfico Nacional. Centro Nacional de Información Geográfica, Madrid 2001, ISBN 84-95172-31-3.
- J-31: siehe K/J-31
- J-32, Carthago (Tunis), 1932 (nur provisorisch vorgestellt, nicht publiziert)
- J-33, Panormus (Palermo), 1932 (nur provisorisch vorgestellt, nicht im Rahmen der Reihe publiziert)
Giuseppe Lugli: Carta internazionale dell’Impero Romano 1,000,000e: Palermo. Istituto Geografico Militare del Regno d’Italia, 1932.
- J-35,1, Smyrna I, 2012 (Inseln der Ägäis, daher nur der betreffende Teil von Blatt J-35 und kleine Teile der Blätter J-34 Athen und J–35 Kreta) 
P. Karvonis; M. Mikedaki: Tabula Imperii Romani. J-35, Smyrna I: Aegean Islands. Academy of Athens, Athen 2012, ISBN 9-60-404226-2.
- K-29, Conimbriga, Bracara, Lucus, Asturica, 1991 (ohne den Portugal betreffenden Blattbereich)
Alberto Balil Illana u. a. (Hrsg.): Tabula Imperii Romani. Hoja K-29: Porto. Conimbriga, Bracara, Lucus, Asturica. Sobre la base cartogràfica a escala 1:1000000 del Instituto Geográfico Nacional. Centro Nacional de Información Geográfica, Madrid 1991, ISBN 8-47-819034-1.
- K-30, Caesaraugusta, Clunia, 1993
Guillermo Fatás Cabeza u. a. (Hrsg.): Tabula Imperii Romani. Hoja K-30: Madrid. Caesaraugusta, Clunia. Sobre la base cartogràfica a escala 1:1000000 del Instituto Geográfico Nacional. Centro Nacional de Información Geográfica, Madrid 1991, ISBN 8-47-819047-3.
- K/J-31, Pyrénées orientales-Baleares. Tarraco, Baliares, 1997 (nur Teile der Blätter K-31 Pyrénées Orientales und J-31 Algier)
Adela Cepas, Josep Guitart i Duran, Guillermo Fatás Cabeza (Hrsg.): Tabula Imperii Romani. Hoja K/J-3: Pyrénées Orientales-Baleares, Tarraco-Baliares. Sobre la base cartogràfica a escala 1:1000000 del Instituto Geográfico Nacional. Instituto Geográfico Nacional, Madrid 1997, ISBN 84-7819-080-5 (simultan auf Spanisch und Katalanisch publiziert).
- K-32, Firenze, 2006
Paolo Sommella (Hrsg.): Tabula Imperii Romani. Foglio K-32: Firenze. Quasar, Rom 2006, ISBN 8-87-140297-9.
- K-33, Roma, 1932 (nur provisorisch vorgestellt, nicht im Rahmen der Reihe publiziert)
Istituto Geografico Militare (Hrsg.): Carta internazionale dell’Impero Romano 1,000,000e: Roma. Istituto Geografico Militare del Regno d’Italia, 1932.
- K-34, Naissus, Dyrrhachium, Scupi, Serica, Thessalonike, 1976
Jaroslav Šašel (Redaktion): Tabula Imperii Romani: Naissus, Dyrrhachion, Scupi, Serdica, Thessalonike. D’après la carte internationale du monde au 1:1.000.000, K 34 Sofia. Slovenska Akademija Znanosti in Umetnosti, Ljubljana 1976.
- K-35, Philippopolis, Constantinopolis, Philippi, 1995 (nur teilweise K-35 Istanbul abdeckend)
Anna Avramea, Paulina Karanastassi: Tabula Imperii Romani. D’après la Carte internationale du monde au 1:1.000.000, K 35 Istambul: K 35, I: Philippi. Akademie Athen, Athen 1993.
- L-31, Lugdunum (Lyon), 1938 (ohne Index und Text erschienen)
Comité national français de géographie (Hrsg.): Tabula Imperii Romani: Lugdunum. Comité National de Géographie, 1938.
- L-32, Mediolanum, Aventicum, Brigantium, 1966
Gianfilippo Carettoni u. a.: Tabula Imperii Romani. Sulla base della Carte internazionale del mondo alla scala di 1:1 000 000. Foglio L 32 (Milano): Mediolanum. Aventicum – Brigantium. Unione Accademica Nazionale, Rom 1966 (die Hauptautoren des Bandes sind auf S. VI aufgelistet).
- L-33, Tergeste, 1961
Giuseppe Lugli u. a.: Tabula Imperii Romani. Sulla base della Carta internazionale del mondo alla scala di 1:1,000,000. Foglio L33: Trieste (Tergeste). Unione Accademica Nazionale, Rom 1961 (die Hauptautoren des Bandes sind auf S. 8 aufgelistet).
- L-34, Aquincum, Sarmizegetusa, Sirmium, 1968
Sándor Soproni (Hrsg.): Tabula Imperii Romani. Aquincum – Sarmizegetusa – Sirmium. Auf dem Grunde der Weltkarte 1:1000000. L 34: Budapest. Verlag der Ungarischen Akademie der Wissenschaften, Budapest 1968.
- [L-35,1] Drobeta, Rotula, Sucidava, 1965 (umfasst nur Dacia Inferior, von daher Teile der Blätter K/L-34/35)
Dimitru Tudor (Hrsg.): Tabula Imperii Romani: Bucarest. Drobeta-Romula-Sucidava. Académie de la République Socialiste de Roumanie, Bukarest 1965 (Teile der Blätter K-34, K-35, L-34, L-35).
- L-35 Romula, Durostorum, Tomis, 1969
Nicolae Gostar, Teofil Ivanov, Emilian Popescu, Dumitru Protase, Ion I. Russu, Dumitru Tudor: Tabula Imperii Romani: Romula, Durostorum, Tomis. Sur la base de la Carte internationale du monde à l’échelle de 1:1000000. L 35, Bucarest. Académie de la République Socialiste de Roumanie, Bukarest 1969.
- M-30, Londinium, 1983
Albert L. F. Rivet (Hrsg.): Tabula imperii Romani. Condate-Glevum-Londinium-Lutetia. Based on GSGS 4646 at 1:1'000'000 (covering sheet M.30 and part of sheet M.31 of the international 1:1'000'000 map of the world). Oxford University Press, London 1983, ISBN 0-19-726020-9.
- M-31,1, Lutetia, Atuatuca, Ulpia Noviomagus, 1975 (nicht auf Grundlage der Internationalen Weltkarte erstellt)
Raymond Chevallier (Hrsg.): Tabula Imperii Romani: Lutetia, Atuatuca, Ulpia Noviomagus. Sur la base de la carte internationale du monde à l’echelle de 1:1.000.000: M 31 Paris. A. et J. Picard, Paris 1975.
- M-31,2, Condate, Glenum, Londinium, Lutetia, 1983
Albert L. F. Rivet: Tabula imperii Romani. Condate-Glevum-Londinium-Lutetia: based on GSGS 4646 at 1:1'000'000 (covering sheet M.30 and part of sheet M.31 of the international 1:1'000'000 map of the world). Oxford University Press, London 1983, ISBN 0-19-726020-9.
- M-32, Mogontiacum, 1940
Peter Goessler: Tabula Imperii Romani: Mogontiacum. Karte des Römischen Reiches auf der Grundlage der Internationalen Karte 1:1 000 000. Blatt M 32: Mainz. Römisch-Germanische Kommission, Frankfurt 1940.
- M-33, Castra Regina, Vindobona, Carnuntum, 1986
Pavel Oliva u. a. (Red.): Tabula Imperii Romani. Castra Regina, Vindobona, Carnuntum. Auf der Grundlage der Weltkarte 1:1.000.000. M–33: Praha. Academia, Prag 1986.
Ältere Fassung des Kartenblattes: Bohuslav Horák: Geografický a ethnografický obraz českých zemí v době řimského císařství. Výklak k mapě řimského imperia v měř. 1 : 1 mil. List M 33 mezinárodní mapy [Geographisches und ethnographisches Bild der böhmischen Länder zur Zeit des Römischen Reiches. Eine Erläuterung zur Karte des Römischen Reiches im Maßstab 1 : 1 Mio. Blatt M 33 der internationalen Karte] (= Rozpravy Československé Akademie Věd: Řada společenských věd. Band 65,3). Československé Akademie, Prag 1955 (mit russischer und englischer Zusammenfassung).
- M-34, Kraków, 2002
Piotr Kaczanowski, Ursula Margos (Hrsg.): Tabula Imperii Romani. M 34 – Kraków. Textband und Kartenmappe, Polska Akademia Umiejętności, Kraków 2002, ISBN 8-38-885736-3.
- N-29: siehe N/O-30.
- N-30, Eboracum (Edinburgh), 1939
Ordnance Survey: International map of the Roman Empire 1:1,000,000: Edinburgh. Oxford University Press, London 1939.
Siehe auch die Neubearbeitung unter N/O-30.
- N/O-30 Britannia Septentrionalis, 1987
Sheppard Frere, Albert L. F. Rivet, Nigel H. H. Sitwell: Tabula Imperii Romani: Britannia septentrionalis. Based on GSGS 4646 at 1:1,000,000 covering sheets N.30 and O.30, with parts of sheets N.29, N.31 and O.29, of the international 1:1,000,000 map of the world. Oxford University Press, London 1987, ISBN 0-19-726059-4.
- N-31: siehe N/O-30.
- O-29: siehe N/O-30.
- O-30, Caledonia (Aberdeen), 1934
Ordnance Survey: International map of the Roman Empire 1:1,000,000: Aberdeen. Oxford University Press, London 1934.